# Melocarpum
Melocarpum (Engl.) Beier & Thulin es un género de plantas de flores de la familia Zygophyllaceae que comprende dos especies aún pendientes de ser aceptadas.

## Taxonomía
El género fue descrito por (Engl.) Beier & Thulin y publicado en Pl. Syst. Evol. 240: 37 2003. 

## Especies
- Melocarpum hildebrandtii (Engl.) Beier & Thulin  (2003).
- Melocarpum robecchii (Engl.) Beier & Thulin